# Alliance démocratique dahoméenne
L'Alliance démocratique dahoméenne (ADD) est un parti politique béninois.

## Histoire
Elle succède au Parti démocratique dahoméen (PDD).